# 类稗薹草
类稗薹草（学名：Carex echinochloaeformis）是莎草科薹草属的植物，是中国的特有植物。分布于中国大陆的西藏、云南西北部等地，生长于海拔2,500米的地区，见于林中，目前尚未由人工引种栽培。